# Heliophanus feltoni
Heliophanus feltoni este o specie de păianjeni din genul Heliophanus, familia Salticidae, descrisă de Dmitri Viktorovich Logunov în anul 2009. Conform Catalogue of Life specia Heliophanus feltoni nu are subspecii cunoscute.